# Eberhard Emminger

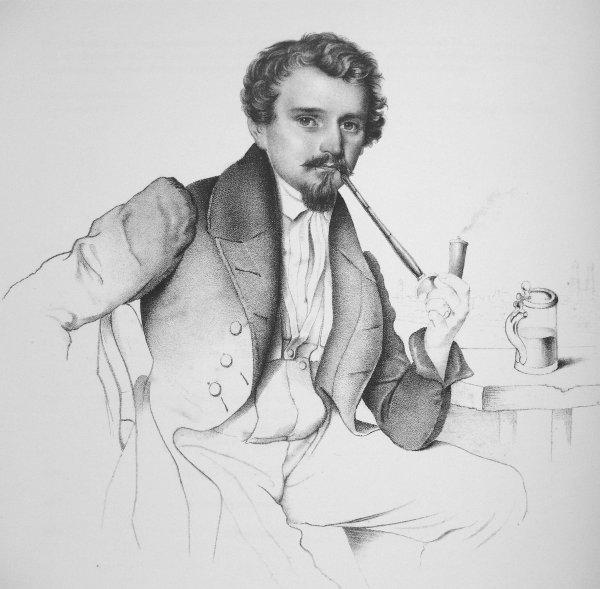
Eberhard Emminger 1835

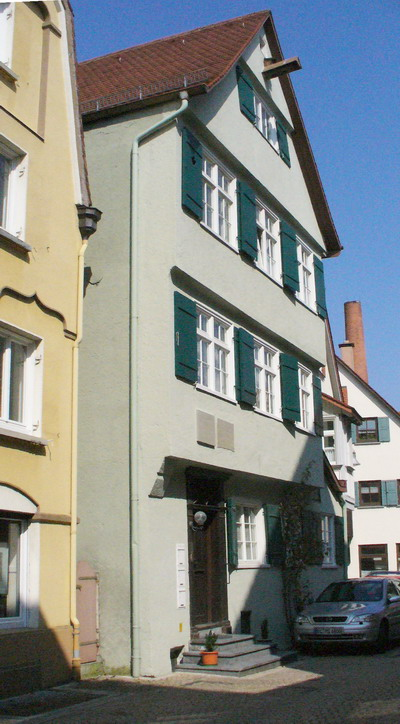
Emmingers Geburtshaus in Biberach an der Riß

Markus Eberhard Emminger (* 21. Oktober 1808 in Biberach an der Riß; † 27. November 1885 ebenda) war ein deutscher Lithograf und Landschaftsmaler.

## Leben
Als Schüler der Lateinschule erhielt Emminger Kunstunterricht bei Johann Baptist Pflug, bis er als 13-jähriger Lehrling nach Stuttgart wechselte. Beim Kunstverleger Georg Ebner erhielt er eine kaufmännische Ausbildung, aber auch eine Ausbildung als Reproduktionsstecher sowie Zeichenunterricht. Die Techniken der Lithografie erarbeitete er sich autodidaktisch. Schon zu seiner Lehrzeit durfte er selbständig arbeiten. Danach wurde er Schüler von Johann Friedrich Dieterich, dem späteren Direktor der Stuttgarter Kunstschule. In seiner Stuttgarter Zeit entstanden zahlreiche Landschaftsbilder sowie Historien- und Genrebilder nach Vorzeichnungen anderer Künstler.
1835 zog Emminger nach München, reiste dann für ein Jahr durch Italien, wonach er 1836 in München noch ein Jahr an der Kunstakademie weiter studierte. 1837 beendete er in Stuttgart seine Ausbildung mit einer sehr erfolgreichen Prüfung.
Obwohl inzwischen verheiratet, führte Emminger danach ein unruhiges Wanderleben: er zeichnete am Rhein und zog durch ganz Süddeutschland bis nach Wien und Italien. Ab 1854 lebte er mit seiner Familie in München. Nach dem Tod seines Sohnes und seiner Frau wechselte er 1873 wieder nach Stuttgart und zog schließlich 1878 in seine Heimatstadt Biberach, wo er sieben Jahre später verstarb.

## Werke (Auswahl)

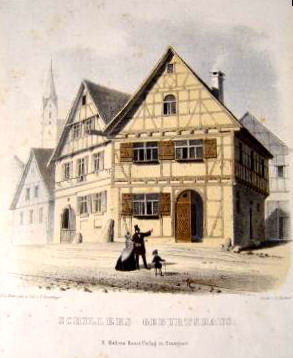
Schillers Geburtshaus 1850

- 1825 Der Bodensee... (seine erste Serie)
- Ländliche Gebräuche in Württemberg Serie Radierungen nach Johann Baptist Pflug
- 1831 – 1843 Russischer Feldzug 1812 nach Christian Wilhelm Faber du Faur (Lithografien)
- 1832 Das Königliche Landhaus Rosenstein gemalt von Gottlieb Steinkopf (Lithografie)
- Zahlreiche Städteansichten aus Süddeutschland und vom Rheintal
- historische Szenen und Bibelillustrationen (Lithografien)
- Ansichten der italienischen Städte (Lithografien)

## Veröffentlichungen
- Landschaftliches Bild der Höhenverhältnisse Württembergs, nach den neuesten amtlichen Messungen entworfen und hrsg. von H. Braun, Lithographie mit Tonplatte von M. E. Emminger,  München : Fritzschke o. J. (um 1880)
- Albert Moll, August Pleibel: Die Schwäbische Alb. Eine Schilderung ihrer schönsten und interessantesten Punkte. Mit 19 lithographischen Ansichten von Eb. Emminger, C. Schacher und J. Wölffle, Ausgaben 1860 und 1865 (Nachdruck: Weidlich, Frankfurt am Main 1976, ISBN 3-8035-8905-3)